# Psiloderces cuyapoensis
Espèce
Psiloderces cuyapoensis est une espèce d'araignées aranéomorphes de la famille des Psilodercidae.

## Distribution
Cette espèce est endémique de Luçon aux Philippines. Elle se rencontre vers Cuyapo.

## Description
Le mâle holotype mesure 1,60 mm et la femelle paratype 1,64 mm.

## Étymologie
Son nom d'espèce, composé de cuyapo et du suffixe latin -ensis, « qui vit dans, qui habite », lui a été donné en référence au lieu de sa découverte, Cuyapo.

## Publication originale
- Chang & Li, 2020 : Fourteen new species of the spider genus Psiloderces Simon, 1892 from Southeast Asia (Araneae, Psilodercidae). ZooKeys, vol. 902, p. 61-105 (texte intégral).